# Maglehem (naturreservat)
Maglehem är ett naturreservat i Kristianstads kommun i Skåne län.
Området är naturskyddat sedan 2015 och är 116 hektar stort. Reservatet består av sandiga betesmarker med buskage och några dungar av ädellövskog. 
Genom naturreservatet Maglehem går Blåvingeleden som är en 9 km lång vandringsled. Blåvingeleden går även genom de intilliggande naturreservaten Kumlan, Lillehem och Drakamöllan.